# Georgia White
Georgia White (Sandersville, 9 marzo 1903 – 1980) è stata una cantante statunitense blues, molto prolifica negli anni '30 e '40.

## Biografia
Poco si sa dei suoi primi anni, ma si pensa che sia nata a Sandersville, in Georgia. Verso la fine degli anni '20 cantava nei night club di Chicago. Fece la sua prima registrazione, When You're Smiling, the Whole World Smiles With You, con l'orchestra di Jimmie Noone nel 1930. Ritornò in studio nel 1935 e nei successivi sei anni registrò oltre 100 brani per la Decca Records, di solito accompagnata dal pianista Richard M. Jones e anche, alla fine degli anni '30, dal chitarrista Lonnie Johnson.
Registrò anche con il nome di Georgia Lawson. Tra i suoi brani figurano I'll Keep Sitting on It, Take Me for a Buggy Ride, Mama Knows What Papa Wants When Papa's Feeling Blue e Hot Nuts. La sua canzone più conosciuta è You Done Lost Your Good Thing Now (1935).
White formò una band tutta al femminile negli anni '40. Si esibì anche con Bumble Bee Slim. Nel 1949 entrò nel Laughing Trio di Big Bill Broonzy come pianista. "Era molto facile andare d'accordo", disse Broonzy, "molto amichevole". Fu una cantante di club negli anni '50 e infine si esibì nel 1959 a Chicago. Riprese quindi a esibirsi nei weekend al Blue Pub, un bar in Irving Park Road vicino alla Kennedy Expressway, dove rapidamente conquistò un fedele seguito. Cantò molte delle sue famose canzoni, tra cui Maybe I'm Wrong Again, una ballata da uno dei primi film di Bing Crosby.
Una delle sue canzoni, Alley Boogie (registrata il 9 novembre 1937), fu usata come colonna sonora per la serie drammatica della commedia romantica britannica, Love Soup.